# Harry Whitaker
Harry Whitaker (* 19. September 1942 in Pensacola, Florida; † 17. November 2010 in New York) war ein US-amerikanischer Fusion- und Jazzpianist, Keyboarder und Komponist, der ein langjähriges Mitglied der Jazzszene im West-Village-Viertel von Downtown New York war.

## Biografie
Harry Whitaker wuchs in Detroit auf; seinen ersten professionellen Auftritt hatte er bei dem Rhythm-and-Blues-Musiker Lloyd Price. Nach seiner Graduierung zog er nach New York, wo er in einer Brooklyner Band namens Eddy Jacobs Exchange spielte, für die er auch komponierte und arrangierte. Der Band gehörte der Bassist Leon Pendarvis an; sie veröffentlichten einige Singles bei Columbia Records, nachdem Al Kooper sie protegiert hatte. Deren erste Single enthielt die Whitaker-Komposition „Pull My Coat“, stilistisch am Funk eines James Brown orientiert.
1969 vermittelte ihn Alphonse Mouzon zur Ubiquity-Band von Roy Ayers; Whitaker wirkte dann an dessen Alben He’s Coming (1970) mit, zu dem er die Komposition „We Live in Brooklyn“ beisteuerte. Er arbeitete Mitte der 70er als Begleiter von Roberta Flack und wirkte bei deren Erfolgstitel „Feel Like Makin’ Love“ (1974) mit. Whitaker arbeitete dann bis 1981 als Flacks musikalischer Direktor und war maßgeblich an deren Hits „The Closer I Get to You“, „And the Feeling’s Good“ und „Back Together Again“ beteiligt. Er wirkte in dieser Zeit auch an Produktionen der Soulmusiker Phyllis Hyman und Gene McDaniels mit.
Daneben arbeitete er mit eigenen Formationen und trat mit ihnen in New York auf, wenn er nicht mit Flack auf Tourneen ging. Zu hören ist Whitaker außerdem bei Aufnahmen von Bobbi Humphrey (1972), Carter Jefferson (1978), Carmen Lundy (1985) und Claudia Acuña.
Neben seinen Clubauftritten nahm er auch eine Reihe von Alben mit Eigenkompositionen auf; sein 1976 entstandenes Debütalbum Black Renaissance: Body, Mind & Spirit war „ein vertontes Gedicht, das den Status der afro-amerikanischen Musik der 1970er reflektierte“, deren Einflüsse von Sun Ra, John Coltrane bis Herbie Hancock Fusionmusik reichen. Mitwirkende Musiker waren Azar Lawrence, Woody Shaw, David Schnitter, Buster Williams und Billy Hart. 1981 arbeitete er mit einer Formation aus Gary Bartz und Terumasa Hino und der Vokalistin Sybil Thomas (Tochter der Stax-Legende Rufus Thomas), mit der er für West End Records das Werk Do It to the Music einspielte.
Whitaker, der in einem Spektrum von Jazz, Funk, R&B und Gospel spielte, hatte in späteren Jahren ein reguläres Quartett aus Brandon Lewis (Schlagzeug), Renee Cruz (Bass) und Sharel Cassity (Altsaxophon), mit denen er in den Jazzclubs des West Village-Viertel spielte und vor allem in den Clubs Fat Cat Billiards und Smalls konzertierte.
Am 17. November 2010 starb Whitaker, wahrscheinlich an den Folgen eines Herzinfarktes.

## Diskographische Hinweise
- 2002: The Sound of Harry Whitaker (Blue Moon)[4]
- 2007: Thoughts (Past and Present) (Smalls)
- 2008: One Who Sees All Things (Smalls, aufgenommen 1981–82)